# Lithops
A Lithops a szegfűvirágúak (Caryophyllales) rendjébe, ezen belül a kristályvirágfélék (Aizoaceae) családjába tartozó nemzetség.

## Előfordulásuk
A Lithops-fajok előfordulási területe a következő országokban van: Botswana, a Dél-afrikai Köztársaság és Namíbia.

## Rendszerezés
A nemzetségbe az alábbi 37 faj tartozik:
- Lithops amicorum D.T.Cole
- Lithops aucampiae L.Bolus
- Lithops bella N.E.Br.
- Lithops bromfieldii L.Bolus
- Lithops burchellii (D.T.Cole) Jainta
- Lithops coleorum S.A.Hammer & Uijs
- Lithops comptonii L.Bolus
- Lithops dendritica Nel
- Lithops dinteri Schwantes
- Lithops divergens L.Bolus
- Lithops euniceae (de Boer) Jainta
- Lithops francisci (Dinter & Schwantes) N.E.Br.
- Lithops fulviceps (N.E.Br.) N.E.Br.
- Lithops glaudinae de Boer
- Lithops gracilidelineata Dinter
- Lithops hallii de Boer
- Lithops helmutii L.Bolus
- Lithops herrei L.Bolus
- Lithops hookeri (A.Berger) Schwantes
- Lithops julii (Dinter & Schwantes) N.E.Br.
- Lithops karasmontana (Dinter & Schwantes) N.E.Br.
- Lithops lesliei (N.E.Br.) N.E.Br. - típusfaj
- Lithops localis (N.E.Br.) Schwantes
- Lithops marmorata (N.E.Br.) N.E.Br.
- Lithops meyeri L.Bolus
- Lithops naureeniae D.T.Cole
- Lithops olivacea L.Bolus
- Lithops optica (Marloth) N.E.Br.
- Lithops otzeniana Nel
- Lithops pseudotruncatella (A.Berger) N.E.Br.
- Lithops ruschiorum (Dinter & Schwantes) N.E.Br.
- Lithops salicola L.Bolus
- Lithops schwantesii Dinter
- Lithops verruculosa Nel
- Lithops villetii L.Bolus
- Lithops viridis H.A.Lückh.
- Lithops werneri Schwantes & H.Jacobsen